# Biszku Béla

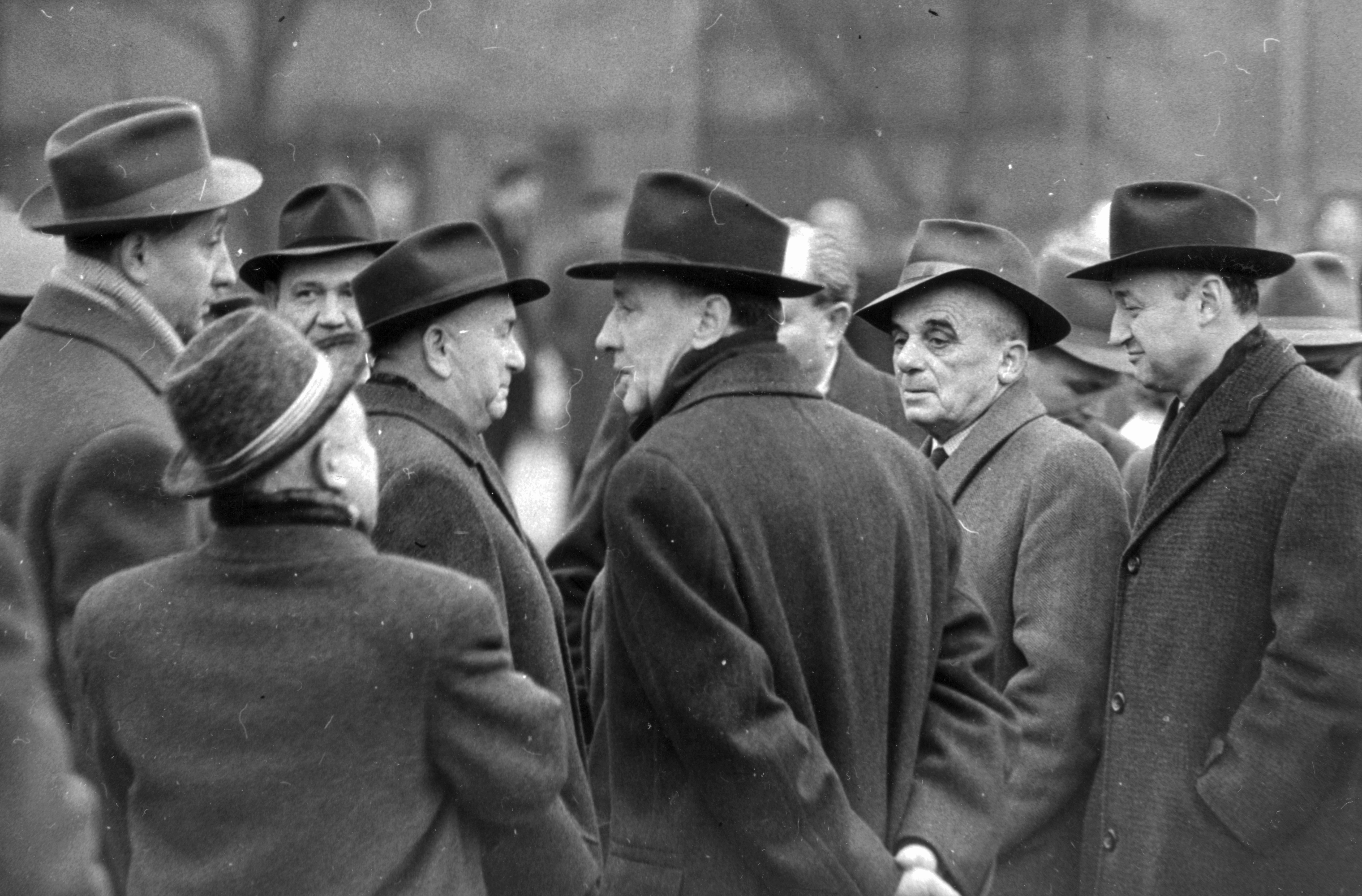
Kommunista politikusok csoportja. Középen Kádár János, balra tőle, profilból Németh Károly, a kép jobb szélen Biszku Béla (1960)

Biszku Béla (Márok, 1921. szeptember 13. – Budapest, 2016. március 31.) magyar kommunista politikus, „a puha diktatúra legkeményebb ökle”, az MKP, az MDP majd az MSZMP tagja és vezetője, belügyminiszterként (1957–1961) az 1956-os forradalom utáni megtorlás egyik irányítója, miniszterelnök-helyettes (1961–1962), az MSZMP KB titkára (1962–1978). 1989 után a politikától visszavonultan élt, ennek ellenére a halála előtti években mégis széles körű nyilvánosságot kapott egy 2008-ban vele forgatott dokumentumfilmben tett nyilatkozatai kapcsán.

## Élete
Biszku György és Debreczeni Etelka gyermekeként született 1921-ben katolikus földművescsaládban, a Magyarország északkeleti határánál fekvő, Bereg vármegyei Márokban (ma Márokpapi). 16 évesen, 1937-ben lakatosinasként kezdett dolgozni a Wertheim Felvonó- és Gépgyárban. 1941–1942-ben a Marx és Méreinél, majd 1945-ig a Magyar Philips Művekben dolgozott. 1938-ban bekapcsolódott az ifjúmunkás-mozgalomba, 1943-ban belépett a Vasas Szakszervezetbe, 1944-ben a Magyar Kommunista Pártba (MKP). 1944–1945-ben az angyalföldi fegyveres ellenállás egyik szervezője volt. A háború után az MKP XIII. kerületi szervezőjeként, 1946-tól az MKP Budapesti Pártbizottságán dolgozott.

### Politikai tevékenysége
1949 májusában hat hétig az MDP Központi Vezetőség Káderosztályának alosztályvezetője, majd a Budapesti Pártbizottság Káderosztályának élére került. 1951-ben leváltották, a X. kerületi pártbizottság titkára lett. Itt dolgozott 1953 szeptemberéig, amikor megkezdte tanulmányait a politikai főiskolán. 1955 tavaszától a XIII. kerületi pártbizottság első titkára. A forradalom első napjaiban a XIII. kerületi pártbizottság tagjaiból, párttagokból és munkásokból fegyveres csapatokat szervezett a felkelők ellen. Ezért a forradalom után megkapta az akkori rendszer egyik legmagasabb kitüntetését, a Munkás-paraszt Hatalomért emlékérmet. 1956 után az MSZMP Budapesti Bizottságának első titkára, a KB tagja (1956–1957), a Politikai Bizottság tagja (1957–1980). A magyar forradalmi munkás-paraszt kormány tagja (1957. február 28.–május 9.), s mint ilyen megbízva a belügyek vezetésével (1957. március 1.–május 9.). 1956. november 4-e után Kádár János egyik bizalmi emberének számított. 
Szervezeti értelemben a II/8-as osztály természetesen az Országos Rendőr-főkapitányság, 1957 májusától pedig a BM II., Politikai Nyomozó Főosztálya alárendeltségében működött. A törvényességi felügyeletet a Legfőbb Ügyészség politikai osztálya látta el. E szerv részére meg kellett küldeni a vizsgálati szervek számára kiadott főosztályvezetői parancsokat. A Vizsgálati Osztály feletti politikai felügyeletet, különösen a kiemelt jelentőségű perekben, elsősorban az 1958-ig tartó időszakban az MSZMP vezetői testületei által létrehozott operatív bizottság gyakorolta, amely Biszku Béla belügyminiszterből, Nezvál Ferenc igazságügy-miniszterből, Szénási Géza legfőbb ügyészből és Domokos Józsefből, a Legfelsőbb Bíróság elnökéből állt.
Történészek azt feltételezik, hogy mint belügyminiszter (1957. május 9.–1961. szeptember 13.) közvetlenül irányíthatta a forradalom utáni megtorlást, bár erre nincs közvetlen bizonyíték. 1961-ben Rákosi Mátyás felelősségének és párttagságának kérdését vizsgáló bizottság elnöke Biszku Béla lett, amelynek tagjai Apró Antal és Nógrádi Sándor voltak. A minisztertanács elnökhelyettese (miniszterelnök-helyettes) 1961. szeptember 13-ától 1962. szeptember 27-éig. 1962-től a KB titkára, de szembefordult Kádár János enyhülő politikájával, ezért felmentették tisztségei alól, és nyugdíjazták (1978). A Szakszervezetek Országos Tanácsa (SZOT) Számvizsgáló Bizottságának elnöke 1980-tól 1989-ig.

### A rendszerváltás után
Hosszú politikai tevékenysége után 1989-ben nyugdíjba vonult. Azóta a nyilvánosságtól teljesen elzárkózva élt, és csak mintegy 20 évvel később, 2008 táján került ismét a figyelem középpontjába. 2016. március 31-én, 95. életévében hunyt el.

## Dokumentumfilm Biszku életéről
2008 nyarán Skrabski Fruzsina „Kommunisták, reszkessetek!” címmel írt egy blogbejegyzést, amiben még élő, megszólaltatható kommunistákat keresett. 2008 őszén Skrabski Fruzsina és Novák Tamás, a Mandiner.hu bloggerei a nem létező „Beregi Ifjúsági Egyesület” tagjaként bemutatkozva keresték meg Biszkut azzal, hogy portréfilmet szeretnének készíteni „Márok nagy szülöttjéről”, amibe beleegyezett. Ők ezzel szemben kezdettől fogva dokumentumfilmet forgattak róla, leginkább az 1956-os forradalom utáni megtorlásokban játszott szerepére kihegyezve, amit végül 2010-re készítettek el „Bűn és büntetlenség” címmel.
A film első részét 2008 őszén forgatták, amikor még csak az ifjúkoráról kérdezték. 2009 nyarán aztán elhívták szülőfalujába egy falunapi (ál)találkozóra, amit csak miatta szerveztek és ahol beépített kérdezők is voltak. Biszku elment, körbejárta a falut, majd levetítették neki azt a kisfilmet, ami addig elkészült róla, egyúttal pedig felfedték tevékenységük valódi célját. Mivel Biszku ennek tudatában nem zárkózott el a további társalgástól, később újabb kérdéseket tettek fel neki politikai múltjáról, különös tekintettel az 1956-os forradalom utáni megtorlásokkal kapcsolatban (amelyeknek belügyminiszterként egyik vezéralakja volt). Biszku ekkor tette legnagyobb feltűnést keltő kijelentéseit, miszerint nem bánt meg semmit és szerinte nincs miért bocsánatot kérnie, továbbá, hogy „Nagy Imre […] megérdemelte a sorsát”. Haláláig tartó elvhűsége, illetve a felelősség hárítása, valamint az ő hathatós közreműködésével kivégzettek és elítéltek sorsa iránti közömbössége már a bemutató előtt hangos sajtóvisszhangot kapott és kisebb belpolitikai botrányt kavart.
Biszku sajtónyilatkozatban tiltotta meg a dokumentumfilm vetítését.

„Az alkotók az elkészült filmet – amely olyan, a film számára készült felvételeket is tartalmaz, amelyeken nem mint közszereplő jelenek meg – nekem nem mutatták be, annak nyilvánosságra hozatalához nem adtam a hozzájárulásomat.”

– Biszku Béla sajtóközleménye, 2010

Biszku először hozzájárult a róla készült film bemutatásához, amit a hirtelen jött feltűnést és politikai vihart látva visszavont, családja pedig perrel fenyegette meg az Uránia Nemzeti Filmszínházat, amennyiben megtartják a tervezett filmbemutatót. A bonyodalmak elkerülése végett a filmszínház vezetése elállt a vetítéstől, a filmet ennek ellenére június 16-án egy más helyszínen mégis bemutatták. A nagy nyilvánosságot kapott eseményen olyan sokan jelentek meg (köztük több politikus is), hogy a filmet egész este vetíteni kellett, hogy mindenki láthassa. Miután Biszku lányai is megtekintették, végül hozzájárultak, hogy az Uránia is műsorára tűzze.
A film kapcsán született egy törvényjavaslat azzal kapcsolatban, hogy a magyar történelem szempontjából kiemelkedően fontos dokumentumfilmek és történelmi dokumentumok nyilvánosságra hozatala ne legyen minden esetben kizárható a személyiségi jogokra való hivatkozással.

## Felelősségre vonási kísérletek

### Eljárás a kommunizmus bűneinek tagadása miatt
Biszku Béla 2010. augusztus 4-én a Duna Televízió „Közbeszéd” című műsorának vendége volt, ahol a riporter többek között az 1956-ot követő perekre vonatkozóan tett fel neki kérdéseket. Az interjúban elhangzottak miatt, 2010. augusztus 6-án Szilágyi György, a Jobbik politikusa feljelentette Biszku Bélát. A feljelentés alapján az ügyészség 2011. január 27-én vádat emelt Biszku Bélával szemben a nemzetiszocialista és kommunista rendszerek bűneinek nyilvános tagadása miatt (Btk 269./C. §). A vádirat szerint Biszku Béla a riporter által feltett kérdésekre „olyan válaszokat adott, amelyből úgy tűnt, hogy jelentéktelennek tartja ezeket a bűnöket”.

2011. február 24-én az ügyben eljáró bíró felfüggesztette az eljárást és a jogszabály vélt alkotmányellenessége miatt az Alkotmánybírósághoz fordult. Rábai Krisztina bírónő szerint a Btk. 269/C. §-a sérti a jogbiztonságot és a szabad véleménynyilvánításhoz fűződő jogot. A bírónő kérdésként tette fel azt is, hogy 

„a történelmi események megítélését lehet-e büntetőjog eszközeivel üldözni olyan esetekben, amikor az alapbűncselekmények elkövetése miatt nem indult eljárás, felelősségre vonásnak esetlegesen csak a nemzetközi jog szabályai alapján lehetne helye. Ki jogosult annak kimondására, hogy ezek a cselekmények népirtásnak, emberiség elleni bűncselekménynek minősültek-e tekintettel arra, hogy Magyarországon még nem született olyan precedens értékű jogerős bírói ítélet, amely – az 1956-os megtorlásokkal kapcsolatban – ennek tényét megállapította volna”

– Dr. Rábai Krisztina bírónőnek az Alkotmánybírósághoz benyújtott indítványából, 2011. február 24.

### Felelősségre vonási kísérlet a nemzetközi jog alapján
2010. október 21-én, Gellért Ádám jogász egy beadványt juttatott el a hatóságokhoz, amelyben az 1956-os megtorlásokban részt vevő személyek, köztük Biszku Béla nemzetközi jogon alapuló (emberiesség elleni bűntett miatti) felelősségre vonásának a lehetőségét vetette fel. 2010. október 29-én a Fővárosi Főügyészség a beadványt feljelentésként értékelte és elutasította. 2010. november 16-án Gellért Ádám panasszal élt a feljelentést elutasító határozat ellen a Legfőbb Ügyészségnél. Ezt, valamint a feljelentő további panaszait a Legfőbb Ügyészség mind elutasította, s megtagadta a nyomozás elrendelését.

### Meggyanúsítás
2012. szeptember 10-én több ember ellen elkövetett emberölésre való felbujtás háborús bűntettével gyanúsította meg a Fővárosi Főügyészség. Az 1956. december 6-án a budapesti Nyugati pályaudvarnál 5, valamint a december 8-án Salgótarjánban 46 ember halálát okozó sortüzek az ügyészség szerint részben az ő döntésein alapultak. A meggyanúsítás után életkorára tekintettel házi őrizetbe helyezték. Noha nemzetközi egyezmények (az 1949-es genfi egyezmények és az 1968-as New York-i egyezmény) alapján már 1994-ben eljárást indíthattak volna ellene, az ügyészség nem indokolta meg, hogy azóta miért nem járt el hivatalból.
2012. október 5-én pártállam érdekében, szándékos súlyos testi sértéssel elkövetett kommunista bűncselekménnyel kapcsolatos bűnpártolás bűncselekménnyel vádolták meg, mert 1957-ben nem kezdeményezett eljárást 3 erőszakos karhatalmista ellen. December 4-én lőszerrel való visszaéléssel is meggyanúsították, mert házkutatása során tizenegy darab sörétes vadásztöltényt találtak nála.

### Vádemelés, Biszku Béla halála
2013. október 16-án a Budapesti Nyomozó Ügyészség háborús bűntett és más bűncselekmény elkövetése miatt vádat emelt ellene. Az ügyészség szerint Biszku Béla az 1956. decemberi sortüzeket végrehajtó karhatalmat irányító Ideiglenes Intéző Bizottság szavazati és döntési joggal felruházott tagja volt, így felbujtóként szándékos emberölés elkövetésében bűnös. Büntetőpere 2014. március 18-án kezdődött a Fővárosi Törvényszéken. 2014. május 13-án első fokon öt és fél éves szabadságvesztésre ítélték felbujtóként több ember sérelmére elkövetett háborús bűntett, lőszerrel való visszaélés, valamint a kommunista rendszer bűneinek nyilvános tagadása miatt.
A Fővárosi Ítélőtábla 2015. június 1-jén meghozott másodfokú végzésével hatályon kívül helyezte az elsőfokú ítéletet és új eljárást rendelt el. December 17-én a megismételt elsőfokú eljárásban háborús bűnökért két év, három évre felfüggesztett börtönbüntetésre ítélte a Fővárosi Törvényszék. A per ezután másodfokra került, de a másodfokú döntés előtt, Biszku 2016. március 31-i halálával a vádlott büntethetősége megszűnt. Biszku hamvait, 2016. május 1-én, egy budai erdőben szórták szét rokonai, akik az eseményt titokban tartották, mert féltek a provokációtól.

### Negatív megítélése
2012 szeptemberében a Jobbik párt tüntetést szervezett Biszku Béla rózsadombi háza előtt többek között a politikus felelősségre vonásáért és az úgynevezett „luxusnyugdíjak” megvonásáért. A tüntetők közül többen a „gyilkos!” szót skandálva vettek részt a tüntetésen.
A kommunizmus bűneinek tagadása kapcsán 2010-ben a Czakó Gábor íróhoz köthető Magyar Cenzúra Napjának Ünnepélyét Szervező Bizottság Sánta Kutya Életmű díjban részesítette a politikust.

## Főbb tisztségei
| Tisztség                                            | Hivatali idő                              |
| --------------------------------------------------- | ----------------------------------------- |
| MDP Budapest XIII. Kerületi Bizottsága első titkára | 1955. július – 1956. október 31.          |
| MSZMP Ideiglenes Intéző Bizottsága tagja            | 1956. november 7. – 1957. június 29.      |
| MSZMP IKB, illetve KB tagja                         | 1956. november 7. – 1985. március 28.     |
| MSZMP Budapesti Ideiglenes Intéző Bizottsága elnöke | 1956. december 8. – 1957. február         |
| Belügyminiszter                                     | 1957. március 1. – 1961. szeptember 13.   |
| MSZMP PB tagja                                      | 1957. június 29. – 1980. március 27.      |
| Minisztertanács elnökhelyettese                     | 1961. szeptember 13. – 1962. november 27. |
| MSZMP KB titkára                                    | 1962. november 24. – 1978. április 20.    |

## Kitüntetései, díjai
- 1958 – Munkás-paraszt Hatalomért emlékérem[48]

## Fő művei
- A proletárdiktatúra időszerű kérdései hazánkban, Kossuth Kiadó, Budapest, 1957
- Biszku Béla–Fock Jenő–Kállai Gyula: Az SZKP 21. kongresszusáról; Kossuth, Bp., 1959 (Az MSZMP Központi Bizottsága Politikai Akadémiája)
- A Párt feladatai a 8. kongresszus határozatainak végrehajtásában, Kossuth Kiadó, Budapest, 1963
- A párt vezető szerepének néhány időszerű kérdése, Kossuth Kiadó, Budapest, 1969
- Az állami munka fejlesztésének és pártirányításának néhány kérdése, Kossuth Kiadó, Budapest, 1972 (Az MSZMP Központi Bizottsága politikai akadémiája)
- A párt és az állam a nép szolgálatában, Beszédek, cikkek, Kossuth Kiadó, Budapest, 1972
- A párt és az állam a nép szolgálatában; 2. bőv. kiad.; Kossuth, Bp., 1975
- Országos Agitációs és Propaganda Tanácskozás. 1975. szeptember 29–október 1.; A 11. kongresszus a társadalmi viszonyok fejlesztéséről; Szikra Ny., Bp., 1975